# Пърси Джаксън и боговете на Олимп: Похитителят на мълнии
Пърси Джаксън и боговете на Олимп: Похитителят на мълнии е приключенски фентъзи филм, режисиран от Крис Кълъмбъс. Филмът е отчасти базиран на Похитителят на мълнии, първата книга от поредицата Пърси Джаксън и боговете на Олимп от Рик Риърдън. В главните роли са Логан Лерман в ролята на Пърси Джаксън, заедно с голям актьорски състав включително Брандън Т. Джаксън, Александра Дадарио, Джейк Абел, Розарио Доусън, Стив Кугън, Ума Търман, Катрин Кийнър, Кевин Маккид, Шон Бийн и Пиърс Броснан. Излиза по кината на 12 февруари, 2010.
В първия си уикенд в Северна Америка филма е на второ място; и в първта си седмица печели $40 милиона, като компенсира 40% от $95-те милиона бюджет. Филмът печели $226 018 290 международно. Филмът е приет със смесени чувства от критиците.

## Сюжет
На върха на Емпайър Стейт Билдинг, където се намира планината Олимп, Зевс (Шон Бийн) казва на брат си Посейдон (Кевин Маккид), че неговата мълния е била открадната. Той вини сина на Посейдон за кражбата и въпреки твърдението на Посейдон, че сина му е невинен, му казва, че ако мълнията не бъде върната до полунощ на лятното слънцестоене след 14 дни ще започне война между боговете на Олимп.
12-годишният Пърси Джаксън (Логан Лерман) е показан под водата, показвайки, че може да седи под водата за дълго време, въпреки че не знае защо. Неговият доведен баща, Гейб Углиано (Джо Пантолиано) се оказва отвратителен човек, който се държи с лошо с майката на Пърси.
Пърси отива на екскурзия с класа, за да разгледат гръцкото и римското изкуство, заедно с приятеля си Гроувър Ъндърууд (Брандън Т. Джаксън). Докато влизат в музея, Пърси чува глас в главата си, който го предупреждава, че всичко ще се промени. По време на екскурзията, Пърси е примамен далеч от тълпата от Фурия, маскирана като резервният учител по английски, която след това го атакува и го пита за мълнията. Скептичният Пърси, който няма представа за какво говори, е спасен от учителя си по латински, г-н Брунър (Пиърс Броснан). След като изгонв Фурията, Брунър дава на Пърси химикалка и му обяснява, че това всъщност е много могъщо оръжие и че трябва да го използва само в краен случай. Според инструкциите на Брунър, Гроувър отвежда Пърси в тренировъчен лагер за полубогове, лагер Нечистокръвен, заедно с майката на Пърси, Сали Джаксън (Катрин Кийнър). Въпреки че Пърси и Гроувър, който се оказва сатир, успяват да влезнат в лагера, неговата защита спира Сали, която е уловена от Минотавъра, който ги напада и се превръща в златен прах пред Пърси. Пърси навзлиза в битка с Минотавъра, използвайки химикалката, която се превръща в меч, евентуално удряйки съществото с един от роговете му след като се заклещва в дърво, докато се опитва да хване Пърси.
Пърси припада и се събужда до Гроувър, който му казва, че е бил в безсъзнание за 3 дни. Докато обикаля лагер Нечистокръвен, Пърси научава, че Брунър е митологичният кентавър Хирон и е директор на лагера и че бащата на Пърси е бога Посейдон. Той среща Люк Кастелан (Джейк Абел), син на Хермес и Анабет Чейс (Александра Дадарио), дъщеря на Атина. Докато е в лагера, Пърси научава от гласа на Посейдон, че водата има силата да лекува раните му и му позволява да засилва магическите си способности.
Хадес (Стив Кугън) по-късно се появява и разкрива, че Сали Джаксън е негов затворник и предлага да бъде разменена с мълнията. Хирон иснтруктира Пърси да не се пазари с богът, а да отиде на Олимп, за да убеди Зевс в невинността си. Пърси тайно тръгва от лагера, за да отиде в Подземния свят, заедно с Гроувър и Анабет. Люк ги снабдява с преносим щит, летящи обувки и карта към перлите на Персефона (Розарио Доусън), които ще им позволят да напуснат Подземния свят.
Първата перла е в стар магазин за статуи в Лийдс Пойнт, Ню Джърси, което се оказва скривалището на Медуза (Ума Търман). Тя напада триото, но те успяват да я обезглавят и взимат перлата от гривната ѝ. Те взимат и главата ѝ, която по-късно използват срещу Хидрата, която ги напада докато се опитват да вземат втората перла от короната на гигантска статуя на Атина в репликата на Партенона в Нашвил, Тенеси. Третата и последна перла е намерена на рулетка в хотел и казино Лотус в Лас Вегас, Невада, която е и леговището на Лотофагите. Докато са там, Пърси, Анабет и Гроувър са окуражавани от работниците в казиното да ядат лотоси, които ги упояват и ги карат да не желаят да напуснат. Пърси е предупреден да не яде цветята от гласа на Посейдон. Тогава той събужда другите двама и избягват с перлата от казиното в спортна кола подарък. Тогава те осъзнават, че са минали 5 дни и имат само един ден да върнат мълнията. Картата показва, че входа към Подземното царство е в Холивуд, под табелата Холивуд.
Тримата влизат в Подземния свят, където Пърси опитва да обясни на Хадес, че не е откраднал мънлнията. Хадес ре-материализира майката на Пърси от буркан с прах. Пърси изтърва щита, който Люк му е дал в лагера, преди да тръгнат, където се оказва мълнията и осъзнават, че Люк ги е предал. Тогава Персефона взима мълнията и помага на тримата като нокаутира Хадес и им спасява живота. Тя им обяснява, че ако Хадес убие другите богове, тя ще е сама с него, което не желае. Пърси, майка му и Анабет използват перлите, за да отидат пред входа на Олимп. Гроувър остава „в ръцете“ на Персефона, тъй като имат само три перли. Те достигат върха на Емпайър Стейт Билдинг и там срещат Люк, който си признава, че е крадеца на мълнията. Той има желание за ново поколение владетели на Олимп и се е надявал тримата да не успеят да се измъкнат от Подземния свят. Пърси и Люк се сбиват, като си предават мълнията. Пърси печели чрез способностите си да контролира водата, той създава вълна, която хвърля върху Люк и го събаря. Пърси се връща на върха на сградата и заедно със Сали и Анабет се качват по таен асансьор до Олимп, където той връща мълнията на Зевс и ракзрива истината за Люк. Пърси моли Зевс да върне Гроувър, на което той се съгласява. Посейдон обяснява на Пърси защо не са се познавали по време на детстовото на Пърси, но показва любов към сина си. Пърси се връща в лагер Нечистокръвен, където отново започва да тренира, като филма завършва с дуел между него и Анабет.
По време на надписите, Сали Джаксън иска развод от Гейб и го напуска. Той отива до хладилника за бира и намира ключалка и бележка от Пърси да не го отваря никога. Бесен, той чупи ключалката и вижда главата на Медуза. Екранът потъмнява и се чува пукане (Гейб се превръща в камък) и надписите продължават.

## Актьорски състав

### Главни герои
- Логан Лерман в ролята на Пърси Джаксън, главният герой и син на Посейдон.[3]
- Александра Дадарио в ролята на Анабет Чейс, дъщеря на Атина[4]
- Брандън Т. Джаксън в ролята на Гроувър Ъндърууд, най-добър приятел на Пърси и сатир.[3]
- Джейк Абел в ролята на Люк Кастелан, син на Хермес, главният антигерой от филма.

### Богове
- Шон Бийн в ролята на Зевс, Бог на Небето и Крал на Боговете; съпруг и брат на Хера, обвинява Пърси за изчезналата мълния.
- Кевин Маккид в ролята на Посейдон, брат на Зевс и Хадес; Бог на Морето и баща на Пърси.[5]
- Стив Кугън в ролята на Хадес, брат на Зевс и Посейдон; Бог на Мъртвите и Подземния свят; съпруг на Персефона.[6]
- Мелина Канакаридис в ролята на Атина, Богиня на Мъдростта и Бойните Стратегии; майка на Анабет.[5]
- Дилън Нийл в ролята на Хермес, Вестоносец на Боговете, Бог на Крадците и Пътешествениците; баща на Люк.
- Розарио Доусън в ролята на Персефона, Богина на Пролетта / Кралица на Мъртвите; съпруга на Хадес и дъщеря на Зевс и Деметра.[6]
- Ерика Сера в ролята на Хера, Богиня на жените на брака; съпруга и сестра на Зевс.
- Стефани вон Фетен в ролята на Деметра, Богиня на Земята и Жътвата; майка на Персефона.
- Димитри Лекос в ролята на Аполон, Бог на Слънцето, Поезията, Изкуствта и Музиката; брат-близнак на Артемида.
- Она Грауер в ролята на Артемида, Богиня на Луната и Ловът; сестра-близначка на Аполон.
- Серинда Суан в ролята на Афродита, Богиня на Любовта; любовница на Арес, съпруга на Хефест.
- Конрда Коутс в ролята на Хефест, Бог на Ковачите; съпруг на Афродита.
- Рей Уинстън в ролята на Арес, Бог на Войната; любовник на Афродита. Частта е отрязана от филма.
- Люк Камилери в ролята на Дионис, Бог на Виното.

### Митични същества
- Ума Търман в ролята на Медуза[5]
- Пиърс Броснан в ролята на Хирон, треньор на героите[5]
- Мария Олсен в ролята на г-жа Додс/Алекто, слуга на Хадес.
- Джулиан Ричингс в ролята на Харон, лодкар на Стикс.
- Шелан Симънс в ролята на Лотофаг

### Смъртни
- Катрин Кийнър в ролята на Сали Джаксън, майка на Пърси[7]
- Джо Пантолиано в ролята на Гейб Углиано, доведен баща на Пърси.

## Продукция
През юни 2004, 20th Century Fox придобиват правата за филм по книгата. През април 2007, режисьора Крис Кълъмбъс е нает за проекта. Заснемането започва през април 2009 във Ванкувър. Части от филма са били заснети в Партенона в Нашвил, Тенеси, реплика в цял размер на оригиналния Партенон в Атина. Заснемането завършва сутринта на 25 юли, 2009 във Ванкувър, Британска Колумбия. Монтажът започнал в Сан Франциско през ноември 2009. Кристоф Бек е компизирал музката.
Кълъмбъс твърди, че актьорския състав е избран специфично за продължение. „Мисля, че за Пърси Джаксън просто бе въпрос да намери правилният актьорски състав за тези роли, защото да се надяваме, ще направим друг филм Пърси Джаксън и искам актьорите да растат заедно с героите им.“

## Отзиви

### Бокс офис
Филмът излиза на 12 февруари, 2010 в 3356 кина; в първия си укенд печели общо $31 236 067 в САЩ, като завършва на #2 над Човекът-вълк, който излиза на #3 с $31 479 235 и под Денят на влюбените, който излиза на #1 с $56 260 707. Филмът има силен първи уикенд за жанра си, като поставя най-висок първи уикенд за фентъзи филм, който не е от поредиците Хари Потър, Хрониките на Нарния или Властелинът на пръстените. Към 27 юни, 2010 филма е спечелил общо $88 768 303 с $137 289 360 по света, спечелвайки общо $226 057 663.

### Отзиви от критиците
Отзивите от критиците за филма са смесени, като е отбелязал 47 от 100 точки от Metacritic. Само 50% от 130 ревюта са позитивни според Rotten Tomatoes; главният консенсус на сайта за филма е „може да изглежда като поредното копие на Хари Потър, филма има силен второстепенен актьорски състав, забързан сюжет и много забава с гръцка митология“. Кенет Тюрън от Лос Анджелис Таймс описва филма като „стандартен Холивудски проект... неприключенски и неинтересен.“ Критик от Вашингтон Поуст си помислил „филмът страда като взема себе си твърде насериозни. Не просто не е толкова забавен колкото книгата. Просто не е забавен.“ По BBC Radio 5, Марк Кермъд критикува подобността на филма с филмите Хари Потър, които е режисирал Крис Кълъмбъс, сравнявайки го с книга-пародия на Хари Потър и наричащ го 'Бенджамин Снидълграс и Котела на пингвините'.

### Награди и номинации
| Награда                     | Категория/Номиниран(и)                        | Резултат  | Източник |
| --------------------------- | --------------------------------------------- | --------- | -------- |
| Филмови награди на MTV 2010 | Изгряваща звезда Логан Лерман                 | Номиниран | [ 23 ]   |
| Филмови награди на MTV 2010 | Най-добра битка Логан Лерман срещу Джейк Абел | Номиниран | [ 23 ]   |
| Teen Choice Awards 2010     | Актриса филм: Фентъзи Розарио Доусън          | Номиниран | [ 24 ]   |
| Teen Choice Awards 2010     | Изгряваща звезда: Жена Алескандра Дадарио     | Номиниран | [ 24 ]   |
| Teen Choice Awards 2010     | Изгряваща звезда: Мъж Логан Лерман            | Номиниран | [ 24 ]   |
| Teen Choice Awards 2010     | Битка Логан Лерман срещу Джейк Абел           | Номиниран | [ 24 ]   |

## Саундтрак
1. "Prelude" (2:29)
2. "The Minotaur" (5:09)
3. "Chiron" (2:02)
4. "Victory" (1:32)
5. "The Fury" (2:16)
6. "Dyslexia" (1:02)
7. "The Hydra" (6:54)
8. "Medusa" (2:43)
9. "Son of Poseidon" (1:57)
10. "The Parthenon" (3:42)
11. "Hollywood" (2:32)
12. "Lost Souls" (2:35)
13. "Fighting Luke, Pt. 1" (3:54)
14. "Fighting Luke, Pt. 2" (2:47)
15. "Hades" (2:47)
16. "Mount Olympus" (1:27)
17. "Poseidon" (3:07)
18. "Homecoming" (3:06)
19. "End Credits" (7:12)

Песни от филма, които не са включени в саундтрака:
1. "Highway to Hell" (AC/DC)
2. "I'll Pretend" (Дуайт Йоакам)
3. "A Little Less Conversation" (Елвис Пресли)
4. "Poker Face" (Лейди Гага)
5. "Mama Told Me (Not to Come)" (Three Dog Night)
6. "Tik Tok" (Ke$ha)

## Видео игра
Видео игра базирана на филма изляза за Nintendo DS на 11 февруари, 2010. Майкъл Сплехта от GameZone ѝ дава 6/10, казвайки „Пърси Джаксън може да не е върха на игрите по филми, но феновете на битките може да харесат, иначе скучната, игра.“

## Домашна медия
Филмът излезе на 29 юни, 2010 за DVD и Blu-ray. Филмът се качва на върха на класациите (по DVD продажби) с $13 985 047 за първата си седмица и печели общо $240 042 127..